# Molocue
Der Molócuè ist ein Fluss in Mosambik.

## Verlauf
Der Fluss entspringt in einer Höhe von etwa 1200 m in der Nähe des Verwaltungspostens Nauela, in der Provinz Zambezia. Von dort fließt er über eine Länge von ca. 285 km in südöstlicher Richtung. Der Molócuè mündet ca. 30 km südlich des Verwaltungspostens von Naburi in die Straße von Mosambik.

## Einzugsgebiet
Das Einzugsgebiet des Molócuè erstreckt sich über eine Fläche von 6500 km² und grenzt an die der Flüsse Ligonha im Osten und Melela im Westen.
.